# ياكوفليف ياك-55
ياكوفليف ياك-55 (بالإنجليزية: Yakovlev Yak-55)‏ هي طائرة من صناعة ياكوفليف كانت أول رحلة لها في 28 مايو 1981 م.

## التطوير
في بطولة العالم للألعاب البهلوانية لعام 1976، هيمن الطيارون السوفيت على المسابقة، حيث حصلوا على المركزين الأول والثاني في المسابقة الفردية وفازوا أيضًا بمسابقتي الفرق والسيدات باستخدام طائرات ياكوفليف ياك-50. ومع ذلك، أعجب الطيارون بأداء الطائرات الغربية المنافسة التي كانت تتطلب مساحة أقل لأداء نفس المناورات. بناءً على ذلك، شرع فريق في مكتب تصميم ياكوفليف، بقيادة سيرجي ياكوفليف، وبتوجيه من المهندسين الرئيسيين ف. ب. كوندراتيف ود. ك. دراتش، في تصميم طائرة بهلوانية جديدة كليًا، غير مرتبطة بـ"ياك-50"، بحيث تكون قادرة على منافسة الطائرات الغربية في الأداء الضيق والبطيء.
كان التصميم الناتج، وهو طائرة ياكوفليف ياك-55، عبارة عن طائرة أحادية السطح بمحرك واحد وجسم معدني بالكامل. تُثبت جناح الطائرة في منتصف جسمها ويأتي بقطاع سميك ومتماثل لدعم الطيران المقلوب. يجلس الطيار في قمرة مغلقة تحت مظلة منزلقة على شكل قطرة، تتماشى مع الحافة الخلفية للجناح، بحيث تكون المقعد أسفل مستوى الجناح. وتستخدم الطائرة نفس محرك "فيدينيف M14P" بقوة 360 حصانًا (270 كيلوواط) والمزود بمروحة ذات شفرتين من طراز "V-530TA-D35"، كما هو مستخدم في طائرة ياك-50، بينما تحتوي الطائرة على جهاز هبوط ثابت مزود بعجلات رئيسية ونابض من التيتانيوم وعجلة خلفية.
كُشف عن طائرة ياك-55 في معرض توشينو الجوي في موسكو في أغسطس 1982، وتم عرضها (دون أن تشارك في المنافسة) في بطولة العالم للألعاب الجوية لعام 1982. في ذلك الوقت، كانت اتجاهات الطيران البهلواني قد تغيرت، حيث عادت الأكروبات عالية الطاقة، التي تمثلت في طائرة ياك-50، إلى الواجهة، مما أدى إلى رفض فريق الاتحاد السوفيتي لطائرة ياك-55. بناءً على ذلك، تم إعادة تصميم الطائرة بجناحين جديدين بقصر الامتداد، وتقليل المساحة، مما زاد من معدل اللف والسرعة. وأخيرًا، بدأ الإنتاج التسلسلي في عام 1985 في مصنع أرسينييف، وتم تسليم 108 طائرات بحلول عام 1991.
في أواخر الثمانينيات، بدأ العمل على نسخة مُعدلة من طائرة ياك-55، وهي "ياك-55M". تميزت ياك-55M بجناح أصغر، مما أسفر عن التحسين المطلوب في معدل اللف. وقامت بأول رحلة لها في مايو 1989، ودخلت حيز الإنتاج في عام 1990. بحلول نهاية عام 1993، تم بناء 106 طائرات من طراز ياك-55M، مع استمرار الإنتاج بمعدل منخفض بعد ذلك.

## المشغلون
ليتوانيا
- قوات المتطوعين للدفاع الوطني الليتواني